# Список синглов № 1 в Южной Корее в 2011 году (Billboard)
Список синглов № 1 в Южной Корее в 2011 году по версии Billboard включает музыкальные синглы, занимавшие 1 место в хит-параде Korea K-Pop Hot 100 в 2011 году. Хит-парад был запущен Billboard и его региональным изданием Billboard Korea 25 августа 2011 года. Хит-парад составляется на основе подсчёта цифровых продаж музыкальных синглов в Южной Корее

## Список синглов
| Дата        | Песня                  | Исполнитель       | Источник |
| ----------- | ---------------------- | ----------------- | -------- |
| 3 сентября  | «So Cool»              | SISTAR            | [ 2 ]    |
| 10 сентября | «I Turned Off the TV…» | Leessang          | [ 3 ]    |
| 17 сентября | «Don’t Say Goodbye»    | Davichi           | [ 4 ]    |
| 24 сентября | «Don’t Say Goodbye»    | Davichi           | [ 5 ]    |
| 1 октября   | «Don’t Say Goodbye»    | Davichi           | [ 6 ]    |
| 8 октября   | «Hello»                | Huh Gak           | [ 7 ]    |
| 15 октября  | «Hello»                | Huh Gak           | [ 8 ]    |
| 22 октября  | «Tokyo Girl»           | Busker Busker     | [ 9 ]    |
| 29 октября  | «Era of Love»          | Lee Seung Gi      | [ 10 ]   |
| 5 ноября    | «The Boys»             | Girls' Generation | [ 11 ]   |
| 12 ноября   | «I Miss You»           | Noel              | [ 12 ]   |
| 19 ноября   | «The Western SKy»      | Ulala Session     | [ 13 ]   |
| 26 ноября   | «Be My Baby»           | Wonder Girls      | [ 14 ]   |
| 3 декабря   | «Cry Cry»              | T-ara             | [ 15 ]   |
| 10 декабря  | «Cry Cry»              | T-ara             | [ 16 ]   |
| 17 декабря  | «You and I»            | IU                | [ 17 ]   |
| 24 декабря  | «You and I»            | IU                | [ 18 ]   |
| 31 декабря  | «You and I»            | IU                | [ 19 ]   |